# Crayon Shin-chan - Ora no hikkoshi monogatari saboten dai shūgeki!
Crayon Shin-chan - Ora no hikkoshi monogatari saboten dai shūgeki! (クレヨンしんちゃん オラの引越し物語 サボテン大襲撃?) è un film d'animazione del 2015 diretto da Masakazu Hashimoto.
Si tratta del 23° film basato sul manga e anime Shin Chan. Come per gli altri film di Shin Chan, non esiste un'edizione italiana del lungometraggio.